# Frédéric Hufnagel
Frédéric Eric Hufnagel, (nacido el 24 de agosto de 1960 en Villeneuve-sur-Lot, Francia) es un exjugador y exentrenador de baloncesto francés. Con 1.86 metros de estatura, jugaba en la posición de escolta.

## Grandes actuaciones
Hufnagel era un gran anotador y dejó para el recuerdo grandes actuaciones, como contra el Real Madrid en la temporada 1986-1987, consiguiendo 9 triples en un partido, o lograr anotar 51 puntos en un partido de la liga francesa.

## Trayectoria
- Pau-Orthez (1979-1990)
- Racing Parigi (1990-1993)
- Levallois (1993-1994)
- Rupella (1994-1995)
- Pau-Orthez (1995-1996)